# Jan Samolej
Jan Wojciech Samolej (ur. 19 czerwca 1898 w Wilkołazie, zm. 1942 w Hartheim)  – polski ksiądz katolicki.

## Życiorys
Urodził się w Wilkołazie, był synem Wojciecha i Marianny Samolejów. Po ukończeniu szkoły średniej w 1918 wstąpił do Wyższego Seminarium Duchownego w Lublinie. 17 czerwca 1923 uzyskał święcenia kapłańskie, a następnie rozpoczął pracę w Grabowcu. W latach 1927–1929 pełnił funkcję rektora w kościele św. Stanisława Kostki w Hrubieszowie. W 1929 na krótko podjął pracę w Zamościu, a następnie został wikariuszem w parafii pw. Trójcy Świętej i Wniebowzięcia NMP w Biłgoraju. 
W ostatniej z wymienionych parafii objął funkcję rektora w kościele pw. św. Jerzego. Pracował jako katecheta m.in. w Szkole Powszechnej Nr 2, a także pełnił funkcję kapelana w Szpitalu Powiatowym. W 1939 został wybrany członkiem Rady Miasta w Biłgoraju. 
Po rozpoczęciu okupacji niemieckiej w 1939 przez krótki czas ukrywał się w Wilkołazie. Po powrocie do Biłgoraja 6 czerwca 1940 został aresztowany przez Gestapo w ramach akcji AB. Początkowo więziony na Rotundzie w Zamościu, następnie został skierowany do więzienia na Zamku w Lublinie i obozu koncentracyjnego w Sachsenhausen. Ostatecznie w grudniu 1940 osadzony w obozie koncentracyjnym Dachau. Z ostatniego obozu został wywieziony podczas tzw. "transportu inwalidów" do centrum eutanazji w Hartheim, gdzie zamordowano go w komorze gazowej.
Różne źródła podają różne daty śmierci Samoleja; pojawiają się m.in. 12 lipca, 12 sierpnia, 10 września. Obozowe świadectwo zgonu podaje 19 czerwca 1942.

## Upamiętnienie
Na terenie dzielnicy Środmieście w Biłgoraju, w pobliżu kościoła pw. św. Jerzego, znajduje się niewielka ulica imieniem ks. Jana Samoleja. W samym kościele umieszczona jest tablica z epitafium. Personalia Jana Samoleja znajdują się też na tablicy pamiątkowej w archikatedrze św. Jana Chrzciciela i św. Jana Ewangelisty w Lublinie.